# Der Fall 7 A 9
Der Fall 7 A 9, kurz nach der Premiere in Falschmünzer am Werk umbenannt,  ist ein deutscher Kriminalfilm aus dem Jahre 1950 von Louis Agotay mit Paul Klinger und Paul Dahlke in den Hauptrollen.

## Handlung
Der ehrgeizige Zeitungsreporter Conny Heuser ist einer „heißen“ Story auf der Spur, bei der es um einen Ring international agierender Auto- und Falschgeldschmuggler geht. Bald wird Heuser zur rechten Hand seines Freundes, des deutschen Kriminalbeamten Inspektor Braun. Gemeinsam verfolgen sie die Gangster, deren Spur bis nach Paris führt. Dort betreibt die Verbrecherbande eine Falschmünzerwerkstatt, die sich unter der Garage des Verlegers Louis Kertesz befindet. Um vor Ort tätig werden zu können, holen sie den Pariser Polizeiinspektor Paillard mit ins Boot. Bald gewinnt der Fall an Brisanz, als Monsieur Kertesz‘ Leiche im ausgebrannten Wrack seines Fahrzeugs tot aufgefunden wird.
Der Fall scheint somit – zunächst – abgeschlossen. Wieder daheim in Deutschland müssen Braun und der junge Heuser erneut aktiv werden, denn wieder sind Blüten in Umlauf gebracht worden. Die Spur führt nach Hamburg, wo plötzlich der totgeglaubte Verleger Kertesz putzmunter wieder auftaucht. Er ist der Kopf der Bande und hatte seinen eigenen Tod fingiert. Es kommt zu einer wilden Hatz, bei der Kertesz in ein Hochhaus flieht und sich, von der Polizei eingekesselt, in die Tiefe stürzt. Seine Komplizin kann gestellt und verhaftet werden.

## Produktionsnotizen
Der Fall 7 A 9 entstand Mitte/Ende 1950 in den Münchner Bavaria-Studios sowie mit Außendrehs in Paris, München, Frankfurt am Main und Hamburg. Die Uraufführung erfolgte am 1. März 1951 im Frankfurter Eden-Kino. Fernsehpremiere war am 23. Juli 1958 in der ARD.
Kameramann Ekkehard Kyrath war auch Produzent, dessen Bruder Horst Kyrath und Firmenpartner Karl Hamrun übernahmen die Produktionsleitung. Ernst H. Albrecht, Theo Zwierski und Hans Berthel gestalteten die Filmbauten. Heinz Pehlke war zweiter Kameramann.

## Wissenswertes
Angestoßen wurde dieser Film durch Ereignisse des Jahres 1950, als in der jungen Bundesrepublik vermehrt so genannte Blüten auftauchten.
Dieser Kriminalfilm orientiert sich teilweise an amerikanischen Film-noir-Vorbildern wie Der Todeskuß, Kennwort 777, Straße ohne Namen und Asphalt-Dschungel.
15 Tage nach der Premiere in Frankfurt nahm das neu gegründete Bundeskriminalamt (BKA) in Wiesbaden seine Arbeit auf. Drei Tage vor der Filmpremiere konnten Sachverständige der Kriminalpolizei, der Bank Deutscher Länder und Journalisten in Frankfurt in einer Sondervorstellung des Verleihs den Films sehen und bestätigten weitgehend die Authentizität der im Film gezeigten Abläufe zu den Themen Falschmünzerei und Autoschmuggel, bei weitgehendem Verzicht auf Sensationseffekte.

## Kritiken
Die zeitgenössischen Pressebeurteilungen zum Jahresbeginn 1951 fielen durchwachsen aus. Während die „Neue Zeitung“ die atmosphärische Dichte lobt, hieß es in der „Frankfurter Rundschau“, das Bemühen um eine realistische Darstellung sei zwar anerkennenswert, werde allerdings durch Effekthascherei wieder entwertet. Fazit: „Ein missglücktes Experiment, dem es gewiss nicht an dem nötigen Ernst, aber an dem nötigen Tempo fehlt.“
Im Lexikon des Internationalen Films heißt es: „Dokumentarisch inszenierter Kriminalfilm, der nach den großen amerikanischen Vorbildern schielt und Stilmittel des Neorealismus verwendet, wegen der Trivialität der Handlung und der Dialoge jedoch nicht über Mittelmaß hinauskommt.“